# Финска на Европском првенству у атлетици у дворани 2015.
Финска је учествовала на 33. Европском првенству у дворани 2015 одржаном у Прагу, Чешка, од 5. до 8. марта. Ово је било тридесет трече Европско првенство у дворани на којем је Финска учествовала, односно учествовала је на свим првенствима одржаним до данас.
Репрезентацију Финске представљало је 8 спортиста (2 мушкараца и 5 жена) који су се такмичили у 7. дисциплина (2 мушке и 5 женске).
На овом првенству представници Финске нису освојили ниједну медаљу. У табели успешности према броју и пласману такмичара који су учествовали у финалним такмичењима (првих 8 такмичара) Финска је са троје финалиста заузела 24. место са 8 бодова, од 27 земаља које су имале представнике у финалу. Укупно је учествовало 47 земаља.
| Пл. | Земља  | 1. место | 2. место | 3. место | 4. место | 5. место | 6. место | 7. место | 8. место | Бр. фин. Бод. |
| --- | ------ | -------- | -------- | -------- | -------- | -------- | -------- | -------- | -------- | ------------- |
| 24. | Финска | –        | –        | –        | –        | 1 - 4    | 1 - 3    | –        | 1 - 1    | 3 - 8         |

Спортисти Финске поставили су 3 национална и 1 лични рекорд.

## Учесници
| Бр. | Дисциплина   | Мушкарци      | Жене              | Укупно |
| --- | ------------ | ------------- | ----------------- | ------ |
| 1   | 60 м         | Вили Милимеки | Хана-Мари Латвала | 2      |
| 2   | 3.000 м      |               | Сандра Ериксон    | 1      |
| 3   | 60 м препоне |               | Норалота Незири   | 3      |
| 4.  | Скок мотком  |               | Мина Никанен      | 1      |
| 5.  | Троскок      |               | Кристина Мекеле   | 1      |
| 6.  | Бацање кугле | Арту Кангас   |                   | 1      |
|     | Укупно (6)   | 2             | 5                 | 7      |

## Резултати

### Мушкарци
| Атлетичар     | Дисциплина   | Лични рекорд | Квалификације | Квалификације | Полуфинале | Полуфинале | Финале               | Финале       | Детаљи |
| Атлетичар     | Дисциплина   | Лични рекорд | Резултат      | Место         | Резултат   | Место      | Резултат             | Место        | Детаљи |
| ------------- | ------------ | ------------ | ------------- | ------------- | ---------- | ---------- | -------------------- | ------------ | ------ |
| Вили Милимеки | 60 м         | 6,70         | 6,72          | 5. у гр 3 кв  | 6,81       | 7. у гр. 3 | Није се квалификовао | 22 / 35 (37) |        |
| Арту Кангас   | бацање кугле | 20,09        | БП            | БП            | БП         | БП         | БП                   | БП           |        |

### Жене
| Атлетичарка       | Дисциплина   | Лични рекорд | Квалификације | Квалификације | Полуфинале | Полуфинале    | Финале                | Финале       | Детаљи |
| Атлетичарка       | Дисциплина   | Лични рекорд | Резултат      | Место         | Резултат   | Место         | Резултат              | Место        | Детаљи |
| ----------------- | ------------ | ------------ | ------------- | ------------- | ---------- | ------------- | --------------------- | ------------ | ------ |
| Хана-Мари Латвала | 60 м         | 7,25         | 7,36          | 5. у гр 4 кв  | 7,37       | 7. у пф. 1    | Није се квалификовала | 19 / 37 (38) |        |
| Сандра Ериксон    | 3.000 м      | 8:59,65      | 8:57,97 ЛР    | 4. у гр 1 кв  |            |               | 8:55,07 НР            | 5 /18 (19)   |        |
| Норалота Незири   | 60 м препоне | 7,98 НР      | 8,05          | 3. у гр. 4 кв | 7,98 =НР   | 2. у пф. 2 КВ | 7,97 НР               | 6 / 24 (26)  |        |
| Мина Никанен      | Скок мотком  | 4,60 НР      | 4,30          | 19            |            |               | Није се квалификовала | 19 /22       |        |
| Кристина Мекеле   | Троскок      | 4,20 НР      | 4,04          | 7. кв         |            |               | 13,66                 | 8 /22 (23)   |        |